# Причкин, Алексей Алексеевич
Алексей Алексеевич Причкин (19 января 1938, г. Мелитополь, Запорожская область, УССР, СССР — 25 мая 2018) — народный депутат Украины. Член КПСС, член СПУ; депутат областного Совета. 18.03.1990 избран Народным депутатом Украины, 2-й тур, 53,54 % голосов, 4 претендентов.

## Биография
Родился в Мелитополе, в семье рабочих.
В 1956 году работал на сплаве леса, Башкирская АССР, РСФСР. В 1958 году служил в Советской Армии, после службы стал студентом Запорожского машиностроительного института, в дальнейшем конструктор-технолог, зам. начальника цеха, секретарь парткома Мелитопольского компрессорного завода. Второй секретарь Мелитопольского ГК КПУ. В 1974 был избран председателем исполкома Ждановского городского Совета, а 1982 стал первым секретарем Мелитопольского ГК КПУ, в 1985 вторым секретарем Запорожского ОК КПУ.
8 июня 2013 года А. А. Причкин на правах ветерана компартии принял участие в торжественном собрании Запорожского областного комитета КПУ, посвящённом 20-летию создания партии.

## Образование
- Запорожский машиностроительный институт имени В. Я. Чубаря
- Академия общественных наук при ЦК КПСС.
- Токмакский судомеханический техникум